# Новокурск (Хакасия)
Новокурск — село в Бейском районе Хакасии.
Находится в 25 км к востоку от райцентра — села Бея — и в 100 км от Абакана. В 12 км от села протекает река Енисей.
Население — 1213 человек (на 01.01.2004), в основном, русские, а также украинцы, белорусы, мордва, чуваши, немцы, хакасы и др.

## История
Село основано в 1909 году переселенцами из центральных губерний России.
В апреле 2015 года село значительно пострадало в результате мощных степных пожаров в Хакасии.

## Население
| 2002 | 2010  |
| ---- | ----- |
| 1152 | ↗1168 |

## Инфраструктура
Основное предприятие — ООО «Новокурское» (животноводство, разведение крупного рогатого скота и лошадей, растениеводство — зерновые и кормовые).
Работают средняя и начальная школы, библиотека. Установлен обелиск воинам-землякам, погибшим в ВОВ.